# 鹿児島県道39号串木野樋脇線
鹿児島県道39号串木野樋脇線（かごしまけんどう39ごう くしきのひわきせん）は、鹿児島県いちき串木野市大原町から薩摩川内市樋脇町市比野に至る県道（主要地方道）である。

## 概要
現在の路線としては1958年（昭和33年）11月1日に市比野串木野線として認定され（当時は一般県道）、1982年（昭和57年）5月1日に現在の路線名に変更された。

### 路線データ
- 陸上距離：19.886 km[1]
- 起点：鹿児島県いちき串木野市（大原町交差点、国道3号交点）
- 終点：鹿児島県薩摩川内市樋脇町市比野（鹿児島県道42号川内加治木線交点）
- 旧路線名 : 市比野串木野線

## 歴史
- 1958年（昭和33年）11月1日 - 路線認定[2]。
- 1982年（昭和57年）5月1日 - 路線名変更[3]
- 1993年（平成5年）5月11日 - 建設省から、県道串木野樋脇線・県道川内加治木線の一部が串木野樋脇線として主要地方道に指定される[5]。

## 路線状況

### 重複区間
- 鹿児島県道36号川内郡山線（薩摩川内市樋脇町市比野 - 薩摩川内市樋脇町市比野・宇都三差路交差点）

## 地理

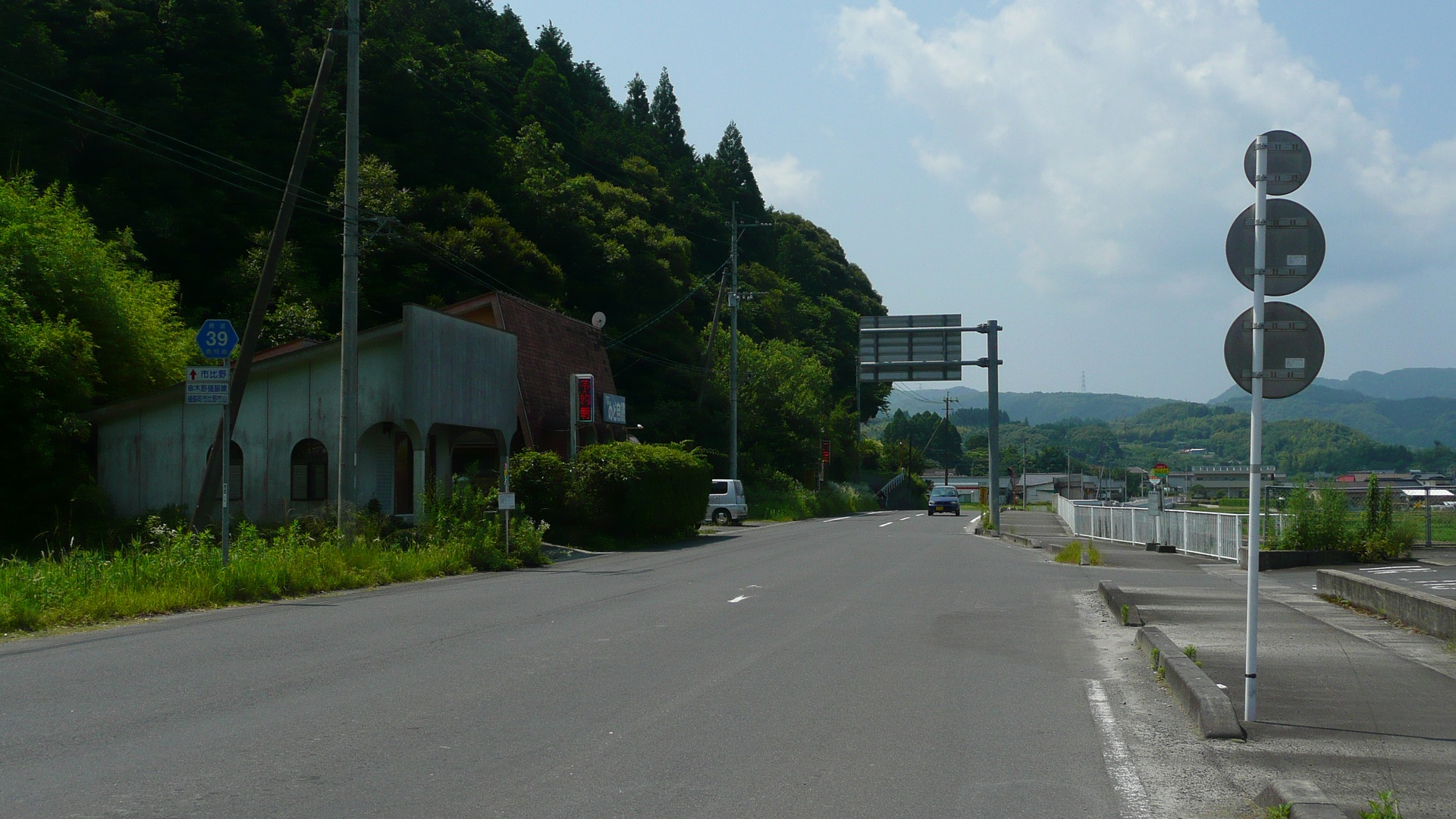
薩摩川内市樋脇町市比野

### 通過する自治体
- いちき串木野市
- 薩摩川内市

### 交差する道路
| 交差する道路                          | 市町村名       | 交差する場所 | 交差する場所        |
| ------------------------------------- | -------------- | ------------ | ------------------- |
| 国道3号                               | いちき串木野市 | 大原町       | 大原町交差点 / 起点 |
| E3A 南九州西回り自動車道              | いちき串木野市 | 上名         | 20 串木野IC         |
| 日置広域農道                          | いちき串木野市 | 生福         |                     |
| 鹿児島県道36号川内郡山線 重複区間起点 | 薩摩川内市     | 樋脇町市比野 |                     |
| 鹿児島県道36号川内郡山線 重複区間終点 | 薩摩川内市     | 樋脇町市比野 | 宇都三差路交差点    |
| 鹿児島県道335号市比野東郷線           | 薩摩川内市     | 樋脇町市比野 |                     |
| 鹿児島県道42号川内加治木線            | 薩摩川内市     | 樋脇町市比野 | 終点                |

### 交差する鉄道
- 鹿児島本線

### 沿線
- 串木野郵便局
- いちき串木野市立串木野小学校
- いちき串木野市立串木野中学校
- いちき串木野市立生福小学校
- いちき串木野市立生冠中学校
- いちき串木野市立冠岳小学校
- 薩摩川内市立野下小学校（2011年（平成23年）3月閉校）
- 薩摩川内市立市比野小学校